# Accordo di cessate il fuoco nella seconda guerra del Nagorno Karabakh
L'accordo di cessate il fuoco nella seconda guerra del Nagorno Karabakh è un patto che ha posto fine alla guerra del Nagorno Karabakh del 2020. È stato firmato il 9 novembre dal presidente dell'Azerbaigian İlham Əliyev, dal primo ministro dell'Armenia Nikol Pashinyan e dal presidente della Federazione Russa Vladimir Putin, ponendo fine a tutte le ostilità nella regione del Nagorno-Karabakh dalle ore 00:00 del 10 novembre 2020, ora di Mosca, le 01:00 locali. Anche il presidente dell'autoproclamata Repubblica dell'Artsakh, Arayik Harutyunyan, ha acconsentito alla fine delle ostilità.

## Antefatti
Le rinnovate ostilità tra l'Azerbaigian e l'autoproclamata Repubblica dell'Artsakh, sostenuta dall'Armenia, sono iniziate il 27 settembre 2020. Nelle sei settimane successive l'Azerbaigian ha compiuto diverse acquisizioni territoriali che sono culminate nella cattura della città strategicamente importante di Şuşa, spingendo così le due parti ad accettare un accordo di cessate il fuoco il 9 novembre 2020.

## Quadro generale
Secondo l'accordo entrambe le parti si scambieranno sia i prigionieri che i caduti in guerra. Inoltre, le forze armene si ritireranno dai territori occupati che circondano il Nagorno Karabakh entro il 1º dicembre 2020. Una forza di mantenimento della pace russa composta da 1.960 unità proveniente dalle forze terrestri russe sarà schierata nella regione per un minimo di cinque anni al fine di proteggere il corridoio di Laçın/Berzdor, che si trova tra l'Armenia e la regione del Nagorno-Karabakh. Secondo l'Azerbaigian, anche le forze turche prenderanno parte al processo di mantenimento della pace. Inoltre, l'Azerbaigian guadagnerà un collegamento stradale alla sua exclave di Naxçıvan, che è staccata dal resto dello stato azero attraverso una striscia di terra nella provincia di Syunik, in Armenia. Le forze russe supervisioneranno la sicurezza delle strade che collegheranno l'Azerbaigian al Naxçıvan.

## Termini dell'accordo
Azerbaigian al di fuori dall'area interessata.
     Armenia
     Aree conquistate dall'Azerbaigian fino al 10 novembre.
     Distretto di Kəlbəcər: ritiro dell'Armenia entro il 25 novembre.
     Distretto di Ağdam: ritiro dell'Armenia entro il 20 novembre.
     Distretto di Laçın (e parti di Qubadli e Zangilan, distretti non menzionati
nell'accordo): ritiro dell'Armenia entro il 1º dicembre.
     Parti del Nagorno-Karabakh non menzionati nell'accordo.
     Corridoio di Laçın con le forze russe di peacekeeping.

Mappa dell'accordo di cessate il fuoco nell'Artsakh:
Azerbaigian al di fuori dall'area interessata.
Armenia
Aree conquistate dall'Azerbaigian fino al 10 novembre.
Distretto di Kəlbəcər: ritiro dell'Armenia entro il 25 novembre.
Distretto di Ağdam: ritiro dell'Armenia entro il 20 novembre.
Distretto di Laçın (e parti di Qubadli e Zangilan, distretti non menzionati
nell'accordo): ritiro dell'Armenia entro il 1º dicembre.
Parti del Nagorno-Karabakh non menzionati nell'accordo.
Corridoio di Laçın con le forze russe di peacekeeping.

L'accordo ("Dichiarazione del Presidente della Repubblica dell'Azerbaigian, del Primo Ministro della Repubblica d'Armenia e del Presidente della Federazione Russa") afferma quanto segue:
Noi, il Presidente dell'Azerbaigian, İ. Əliyev, il Primo Ministro della Repubblica di Armenia N.V. Pashinyan e il Presidente della Federazione Russa V.V. Putin, affermiamo quanto segue:
1. Un cessate il fuoco completo e tutte le ostilità saranno fermate nella zona di conflitto del Nagorno-Karabakh alle 00:00 ora di Mosca del 10 novembre 2020. La Repubblica dell’Azerbaigian e la Repubblica d’Armenia, in appresso denominate le Parti, rimarranno nelle loro posizioni attuali.
2. Distretto di Ağdam ritorna alla Repubblica dell'Azerbaigian entro il 20 novembre 2020.
3. Lungo la linea del fronte nel Nagorno-Karabakh e lungo il Corridoio di Laçın ci sarà un contingente di peacekeeping della Federazione Russa con 1960 militari con armi leggere, 90 corazzate, 380 veicoli militari e altre attrezzature speciali.
4. Il contingente di peacekeeping della Federazione Russa è schierato parallelamente al ritiro delle forze armate armene dal Nagorno-Karabakh. La durata del contingente di peacekeeping della Federazione Russa è di 5 anni con rinnovo automatico per il prossimo periodo di 5 anni se nessuna delle parti dichiara diversamente con 6 mesi di anticipo.
5. Al fine di migliorare l'efficacia del controllo sull'attuazione degli accordi di conflitto dalle Parti, viene installato un posto di comando di peacekeeping al fine di rafforzare il cessate il fuoco.
6. La Repubblica di Armenia restituirà all'Azerbaigian il Distretto di Kəlbəcər entro il 15 novembre 2020 (ciò è stato successivamente prorogato al 25 novembre) e il Distretto di Laçın entro il 1º dicembre. Il Corridoio di Laçın (ampio 5 km (3,1 mi)) che fornirà l'accesso dal Nagorno-Karabakh all'Armenia rimane sotto il controllo del contingente di peacekeeping della Federazione Russa. La città di Şuşa situata all'interno del corridoio rimarrà sotto il possesso azero. Previo accordo delle Parti, sarà definito nei prossimi tre anni un piano di costruzione per una nuova strada di movimento lungo il corridoio di Laçın, che fornisce un collegamento tra il Nagorno-Karabakh e l'Armenia con il successivo ridispiegamento del contingente di pace russo a guardia di questa strada. La Repubblica dell'Azerbaigian garantisce la sicurezza della circolazione lungo il corridoio di Laçın di cittadini, veicoli e merci in entrambe le direzioni.
7. Gli sfollati interni e i rifugiati ritornano nei territori del Nagorno-Karabakh e nelle aree adiacenti sotto il controllo dell'Alto commissariato delle Nazioni Unite per i rifugiati.
8. Deve essere effettuato lo scambio di prigionieri di guerra, ostaggi e altri detenuti, così come i resti delle vittime.
9. Tutte le attività economiche e i collegamenti di trasporto nella regione devono essere privi di restrizioni. La Repubblica d'Armenia garantisce la sicurezza dei collegamenti di trasporto tra le regioni occidentali della Repubblica dell'Azerbaigian e la Repubblica Autonoma di Naxçıvan al fine di organizzare senza ostacoli il movimento di cittadini, veicoli e merci in entrambe le direzioni. Il controllo dei trasporti viene effettuato dagli organi del servizio di frontiera dell'FSB della Russia. Previo accordo delle Parti, sarà avviata la costruzione di nuove infrastrutture che colleghino la Repubblica Autonoma di Naxçıvan con le regioni dell'Azerbaigian.[9][10][11][12]

## Reazioni

### Armenia
Dopo aver firmato l'accordo, il Primo ministro dell'Armenia Nikol Pashinyan ha dichiarato: "Questa non è una vittoria, ma non c'è sconfitta finché non ti consideri sconfitto, non ci considereremo mai sconfitti e questo diventerà un nuovo inizio di un'era della nostra unità e rinascita nazionale". Violente proteste sono scoppiate a Yerevan in seguito all'annuncio dell'accordo di cessate il fuoco. Il portavoce del Parlamento dell'Armenia, Ararat Mirzoyan, è stato picchiato da una folla inferocita che ha preso d'assalto il Parlamento dopo l'annuncio dell'accordo di pace. Pashinyan ha indicato, tuttavia, che la vita di Mirzoyan "non è minacciata" ed è stato sottoposto a un intervento chirurgico.

### Azerbaigian

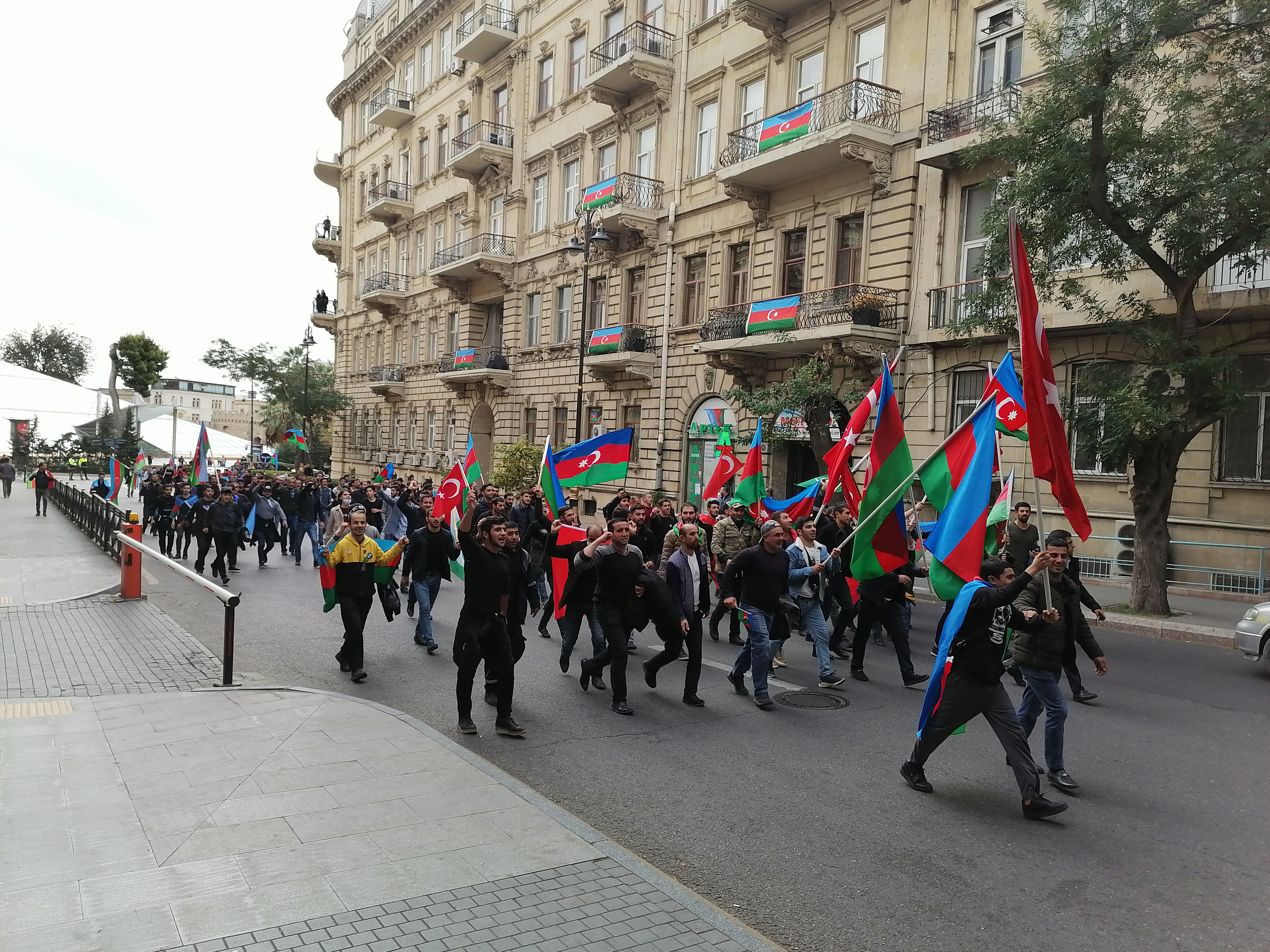
Celebrazioni a Baku dopo l'accordo

Il presidente dell'Azerbaigian İlham Əliyev ha reagito all'accordo dicendo: "Questa dichiarazione costituisce la capitolazione dell'Armenia. Questa affermazione pone fine all'occupazione di anni". Celebrazioni su larga scala sono scoppiate in tutto l'Azerbaigian, in particolare nella sua capitale Baku, quando è stata annunciata la notizia dell'accordo.

### Reazioni internazionali

#### Organizzazioni
- L'Unione europea ha accolto con favore la cessazione delle ostilità e spera che il proseguimento dei negoziati porti a una soluzione sostenibile.[18]
- Il Segretario generale del Consiglio turco si è congratulato con l'Azerbaigian per il suo "storico conseguimento della liberazione dei suoi territori occupati e il ripristino della sovranità su di essi".[19]
- Un portavoce del Segretario generale delle Nazioni Unite António Guterres ha dichiarato: "Il Segretario generale è sollevato che sia stato raggiunto l'accordo sulla cessazione delle ostilità. La nostra attenzione è stata costante del benessere dei civili, dell'accesso umanitario e della protezione delle vite, e ci auguriamo che ciò venga adesso raggiunto in linea con i precedenti e importanti sforzi dei copresidenti [del gruppo] di Minsk."[20]

#### Stati
- La Francia ha affermato che la cessazione delle ostilità è stata fondamentale e ha esortato l'Azerbaigian a rispettare i termini dell'accordo affermando la sua amicizia con l'Armenia[21].
- La presidente della Georgia, Salomé Zourabichvili, si è congratulata con l'Armenia e l'Azerbaigian per aver accettato di porre fine alle ostilità; ha posto le condoglianze alle famiglie delle vittime della guerra e si è augurata che inizi una nuova era nel Caucaso meridionale.[22]
- L'Iran ha accolto con favore l'accordo e spera che porti a una soluzione definitiva che preservi la pace nella regione.[23]
- Il Ministero degli affari esteri e dell'Integrazione europea della Moldavia ha comunicato che il Paese ha accolto con soddisfazione gli accordi e che la Moldavia ha sostenuto la ricerca di una soluzione pacifica duratura nella regione basata sulle norme e sui principi internazionali.[24]
- Il ministro degli esteri pakistano ha rilasciato una dichiarazione dicendo: "Ci congratuliamo con il governo e il popolo fraterno dell'Azerbaigian per la liberazione dei loro territori."[25]
- Il presidente russo Vladimir Putin ha affermato, "Presumiamo che gli accordi raggiunti creeranno le condizioni necessarie per la risoluzione duratura e completa della crisi del Nagorno-Karabakh sulla base della giustizia e a beneficio dei popoli armeno e azero."[4]
- Il ministro degli esteri turco Mevlüt Çavuşoğlu si è congratulato con l'Azerbaigian dopo la firma dell'accordo.[26]
- Il presidente dell'Uzbekistan, Shavkat Mirziyoyev, che presiede la CSI per il 2020, ha dichiarato: “Accogliamo con favore gli accordi su un cessate il fuoco completo e la cessazione di tutte le ostilità nella zona di conflitto del Nagorno-Karabakh, raggiunti con l'assistenza attiva della Federazione Russa. Esprimiamo la nostra speranza per il rapido ripristino di una vita pacifica in questa regione".[27]
- Il ministro degli esteri del Regno Unito Dominic Raab ha accolto con favore l'accordo e ha incoraggiato entrambe le parti a continuare a lavorare per una soluzione duratura della controversia.[28]
- Il ministro degli esteri italiano, Luigi Di Maio, ha ribadito la soddisfazione con cui l’Italia ha accolto la dichiarazione tripartita del 9 novembre e ha indicato l’importanza, in questa fase, di concentrarsi sul consolidamento del cessate il fuoco, la riduzione delle tensioni, gli aiuti umanitari ed il ritorno degli sfollati.[29][30]

## Ripercussioni

### Evacuazione armena
Dal 13 novembre, gli armeni nel Kəlbəcər, un distretto che è stato abitato per lo più da azeri prima della guerra del Nagorno-Karabakh e che, dopo di essa, è stato occupato da cittadini armeni, hanno iniziato a bruciare le loro case prima di partire per l'Armenia, per evitare che venissero riabitate dagli azeri. Alcuni armeni hanno portato con sé anche i resti dei loro parenti morti, mentre altri hanno portato via tutto ciò che potevano. La Agence France-Presse ha riferito che a Charektar almeno sei case sono state date alle fiamme. Il 15 novembre, su richiesta dell'Armenia, l'Azerbaigian ha prorogato di dieci giorni, fino al 25 novembre, il termine per gli armeni per lasciare completamente il distretto di Kəlbəcər. L'ufficio presidenziale dell'Azerbaigian ha dichiarato di aver preso in considerazione il peggioramento delle condizioni meteo e il fatto che esista solo una strada per l'Armenia. Le autorità azere hanno anche denunciato civili e soldati smobilitati che lasciavano l'area per bruciare le case e per commettere quello che hanno definito "terrorismo ecologico".

### Dispiegamento delle forze di pace russe
Già a partire dal 10 novembre 2020, è stato riportato che le truppe e le armature russe preposte alla costituzione di una forza di mantenimento della pace ai sensi dell'accordo, si sarebbero spostate nella regione del Nagorno-Karabakh. Secondo quanto riferito, la forze sono state trasportate in Armenia per via aerea prima della firma dell'accordo. Entro il 12 novembre, le forze russe principalmente composte dal personale della 15ª brigata separata di fucilieri motorizzati era entrata a Step'anakert e aveva iniziato a dispiegare posti di osservazione in tutta la regione.

### Ruolo delle truppe turche
Dopo la firma dell'accordo e il dispiegamento delle forze di pace russe, i ministri della difesa russo e turco hanno firmato un memorandum sulla creazione di un centro di monitoraggio congiunto russo-turco in Azerbaigian. La Russia, tuttavia, ha asserito che il coinvolgimento della Turchia si sarebbe limitato in operazioni a distanza, dal centro di monitoraggio sul suolo azero, e che le forze di pace turche non si sarebbero mosse in Nagorno-Karabakh.

### Situazione e mantenimento dell'accordo
A distanza di oltre due anni dall'accordo, l'Armenia lamenta al consiglio di sicurezza dell'ONU un isolamento/ assedio dell'Artsakh, tramite la chiusura del corridoio di Lachin ed una pulizia etnica nelle zone occupate dagli azeri .
Per contro, l'Azerbaigian lamenta che Mosca non abbia fatto fede agli accordi di interposizione, non avendo impedito il rifornimento di armi ai separatisti dell'Artsakh 

### "Piattaforma 3 + 3"
Dopo la fine della guerra, Turchia e Azerbaigian hanno proposto il "3+3", una piattaforma per la collaborazione tra i tre paesi del Caucaso meridionale – Azerbaigian, Armenia e Georgia – e le tre potenze regionali – Turchia, Russia e Iran. Il primo incontro consultivo della piattaforma, a cui hanno partecipato i viceministri degli esteri, si è svolto il 10 dicembre 2021. La Georgia, anch'essa invitata, ha rifiutato di partecipare, citando come motivo l'occupazione russa dell'Ossezia del Sud e dell'Abkhazia. L'Armenia ha annunciato la propria disponibilità a partecipare, a condizione che le questioni discusse non siano già state concordate o discusse in altri formati, inclusa la questione del Nagorno-Karabakh.